# Șufravanka, Pustomîtî
Șufravanka (în ucraineană Шуфраванка) este un sat în așezarea urbană Șciîreț din raionul Pustomîtî, regiunea Liov, Ucraina.

## Demografie
Componența lingvistică a localității Șufravanka
     Ucraineană (97,78%)
Conform recensământului din 2001, majoritatea populației localității Șufravanka era vorbitoare de ucraineană (97,78%), existând în minoritate și vorbitori de polonă (2,22%).